# Fridolin Fassbind
Fridolin Fassbind (* 27. Januar 1821 in Ingenbohl; † 1. November 1893 ebenda, katholisch, heimatberechtigt in Ingenbohl) war ein Schweizer Hotelier und Politiker.

## Biografie
Fridolin Fassbind wurde am 27. Januar 1821 in Ingenbohl als Sohn des Wirts des Gasthofs Rössli in Brunnen Dominik Fassbind geboren.  Fassbind übernahm zunächst vom Vater die Leitung des Gasthofs, den er erfolgreich weiterführte, bevor er zwischen 1869 und 1870 an dieser Stelle den Waldstätterhof errichten liess, der bald zu den renommiertesten Hotels am Vierwaldstättersee zählte und eine führende Stellung im Tourismus der Belle Epoque innehatte.
Fassbind heiratete im Jahr 1852 Anna (Nanette), geborene Steinauer. Sein Neffe war der Schweizer Komponist Othmar Schoeck. Er verstarb am 1. November 1893 drei Monate vor Vollendung seines 73. Lebensjahres in Ingenbohl.
Fassbind, Mitglied der Liberalen Partei (wie sich die FDP im Kanton Schwyz nannte), amtierte als Gemeinde- und Bezirksrat. Darüber hinaus wurde er im Jahr 1854 in den  Schwyzer Kantonsrat gewählt, in dem er bis 1868 vertreten war.